# Lasenius Kramps Medalje
Lasenius Kramps Medalje er en dansk hædersbevisning, der tildeles fremragende eksempler på eller indsats for håndværk i København. Medaljen og det legat, der finansierer den, er opkaldt efter snedkermester Lasenius Kramp og indstiftet efter hans død af Håndværkerforeningen.
| Pris | Spire Denne artikel om priser eller udmærkelser er en spire som bør udbygges. Du er velkommen til at hjælpe Wikipedia ved at udvide den. |